# Rutstroemia calopus
Rutstroemia calopus är en svampart som beskrevs av P. Karst. 1893. Rutstroemia calopus ingår i släktet Rutstroemia och familjen Rutstroemiaceae.  Arten är reproducerande i Sverige. Inga underarter finns listade i Catalogue of Life.